# Anydrophila sabouraudi
Anydrophila sabouraudi là một loài bướm đêm trong họ Noctuidae.